# 陈树伟
陈树伟（1976年—），吉林公主岭人，汉族，中华人民共和国政治人物、第十一届全国人民代表大会解放军代表。
毕业于空军第二航空学院机械专业，是中共党员。担任北京军区空军航空兵某团机务大队副大队长。2008年起担任全国人大代表。